# Geoffrey Franzoni
Geoffrey Franzoni (18 febbraio 1991) è un calciatore francese, difensore del Differdange 03.

## Carriera
In carriera ha giocato 28 partite di qualificazione per l'Europa League, tutte con il Differdange 03.

## Palmarès

### Club

#### Competizioni nazionali
- Coppa del Lussemburgo: 3

Differdange 03: 2010-2011, 2013-2014, 2014-2015